# Dąbrowa Niemodlińska (przystanek kolejowy)
Dąbrowa Niemodlińska – przystanek kolejowy w Dąbrowie, w województwie opolskim, w Polsce.

## Przypisy

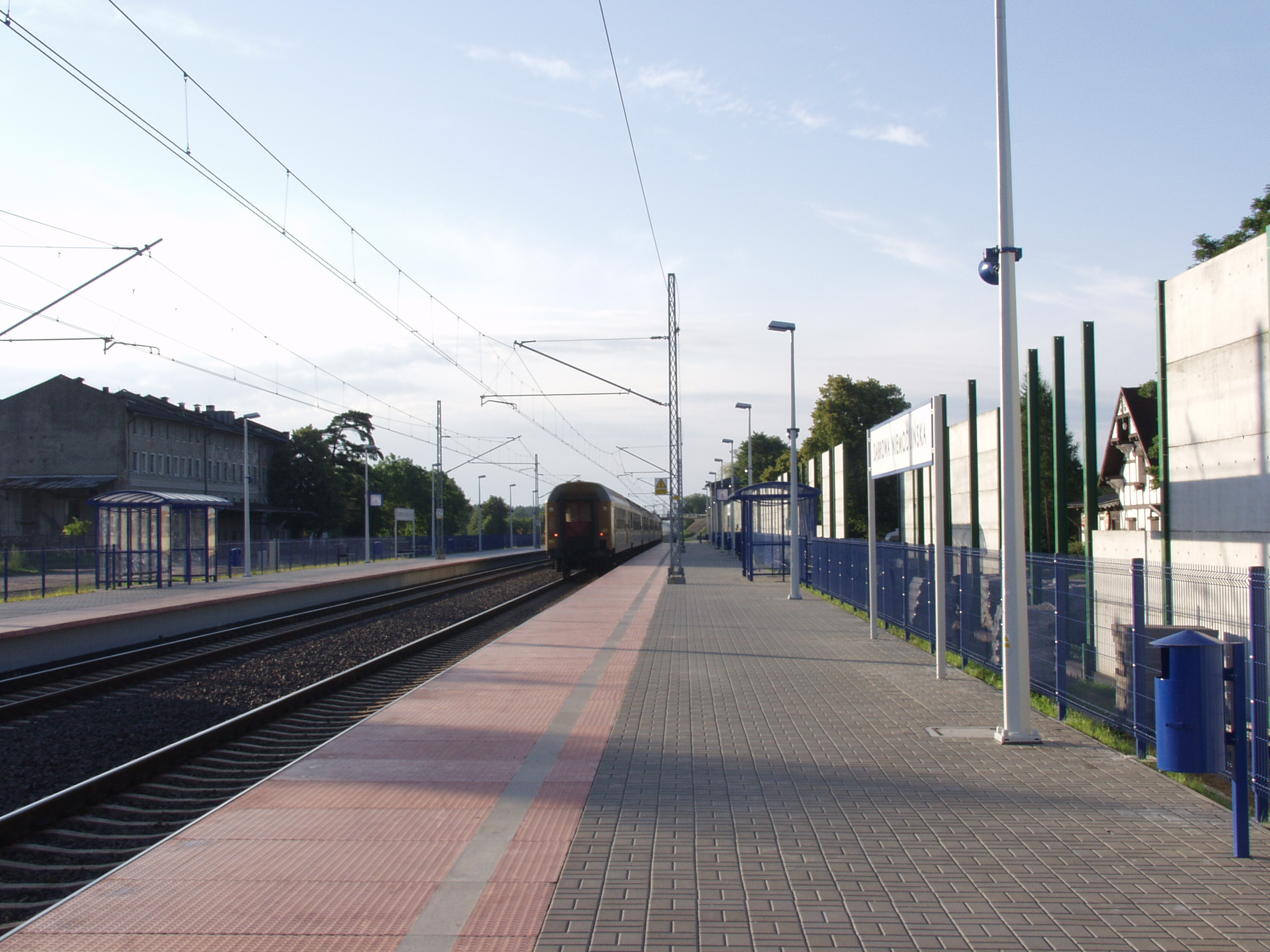
Zmodernizowane perony
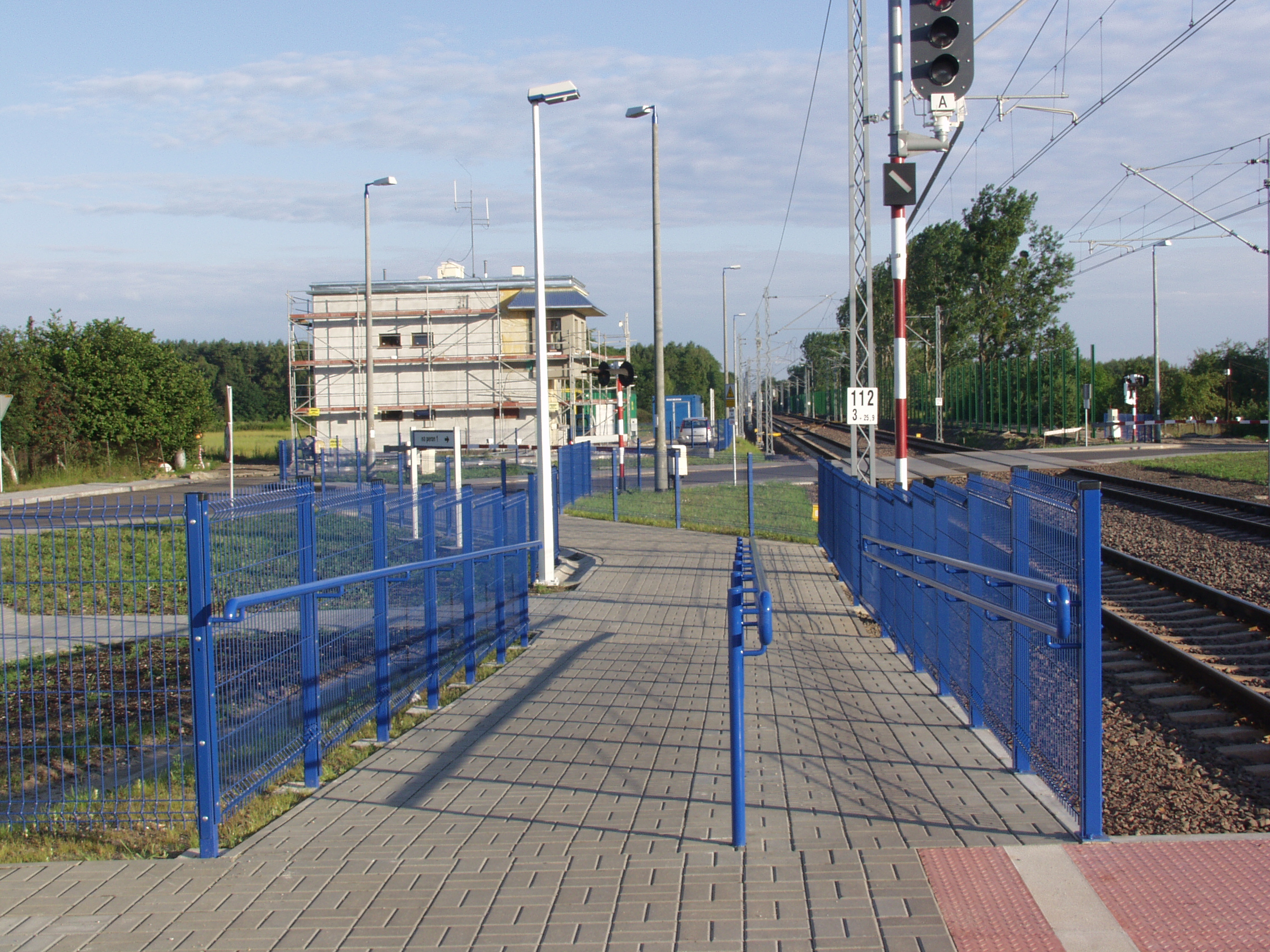
Pochylnia dla niepełnosprawnych
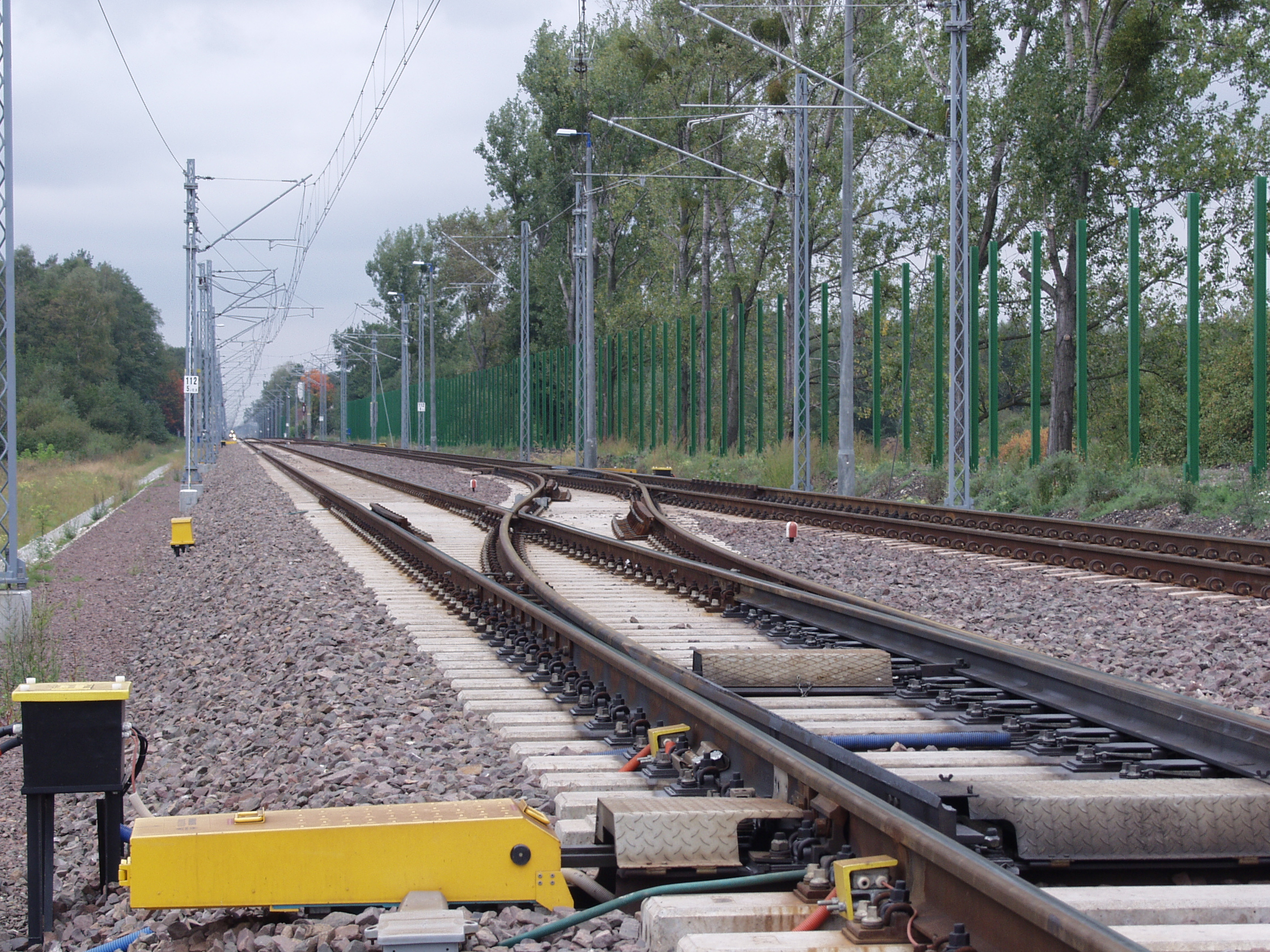
Układ torowy

## Ruch pasażerski
| Rok  | Wymiana pasażerska na dobę |
| ---- | -------------------------- |
| 2017 | 200-299                    |
| 2022 | 200-299                    |